# Тимохов Ключ
Тимо́хов Ключ — село в Красноармейском районе Приморского края. Входит в состав Рощинского сельского поселения.

## География
Село Тимохов Ключ стоит на ключе Тимохов, недалеко от впадения его справа в реку Наумовка.
Дорога к селу Тимохов Ключ идёт на юг от автодороги Рощино — Дальний Кут.
Расстояние до административного центра сельского поселения села Рощино около 30 км.
Расстояние до районного центра Новопокровка около 60 км.

## Население
| 2002 | 2006 | 2010 |
| ---- | ---- | ---- |
| 8    | ↘5   | ↘1   |

## Экономика
Жители занимаются сельским хозяйством. Действуют предприятия, занимающиеся заготовкой леса.